# Arrondissement Limbé

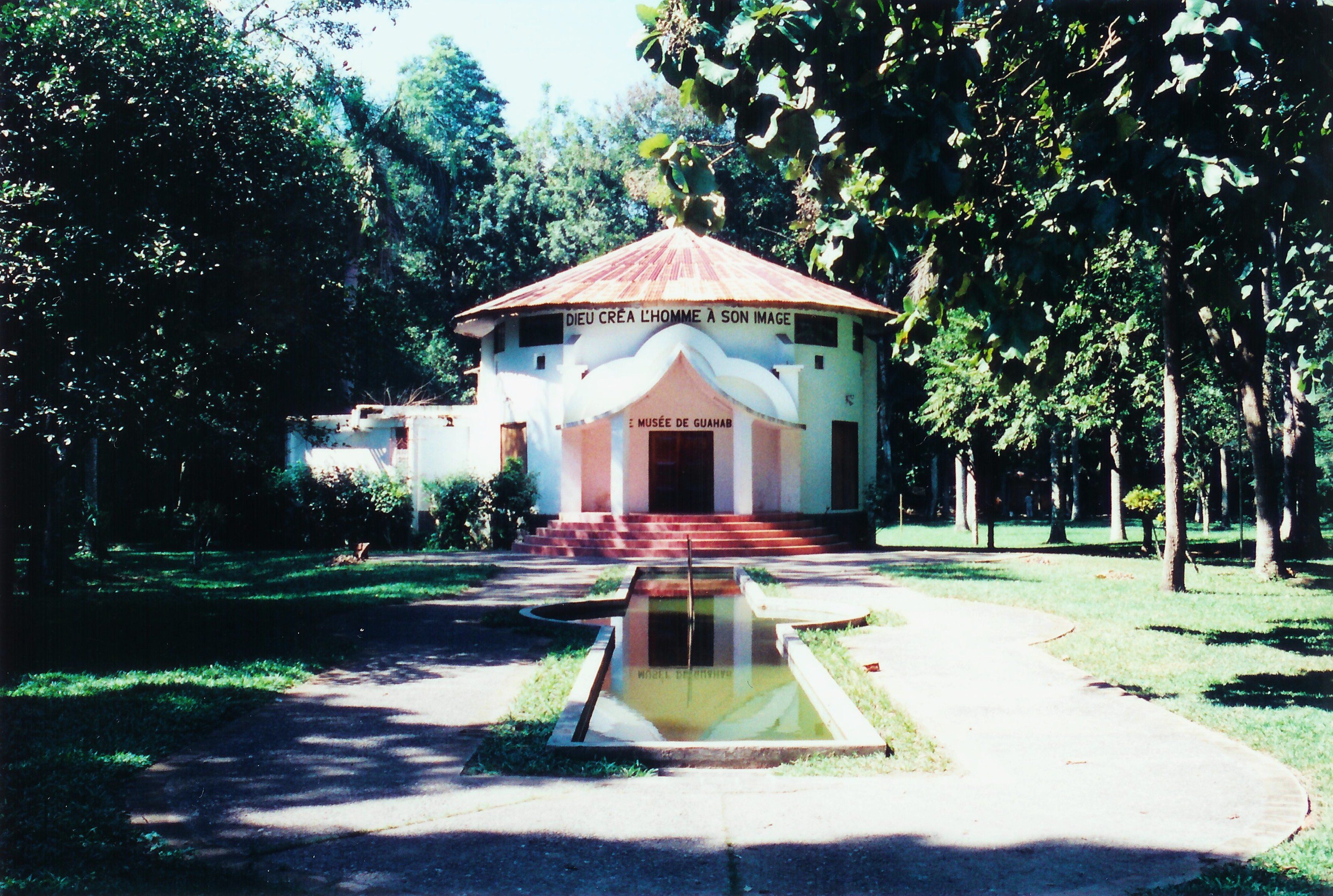
Das Guahaba Museum in Limbé

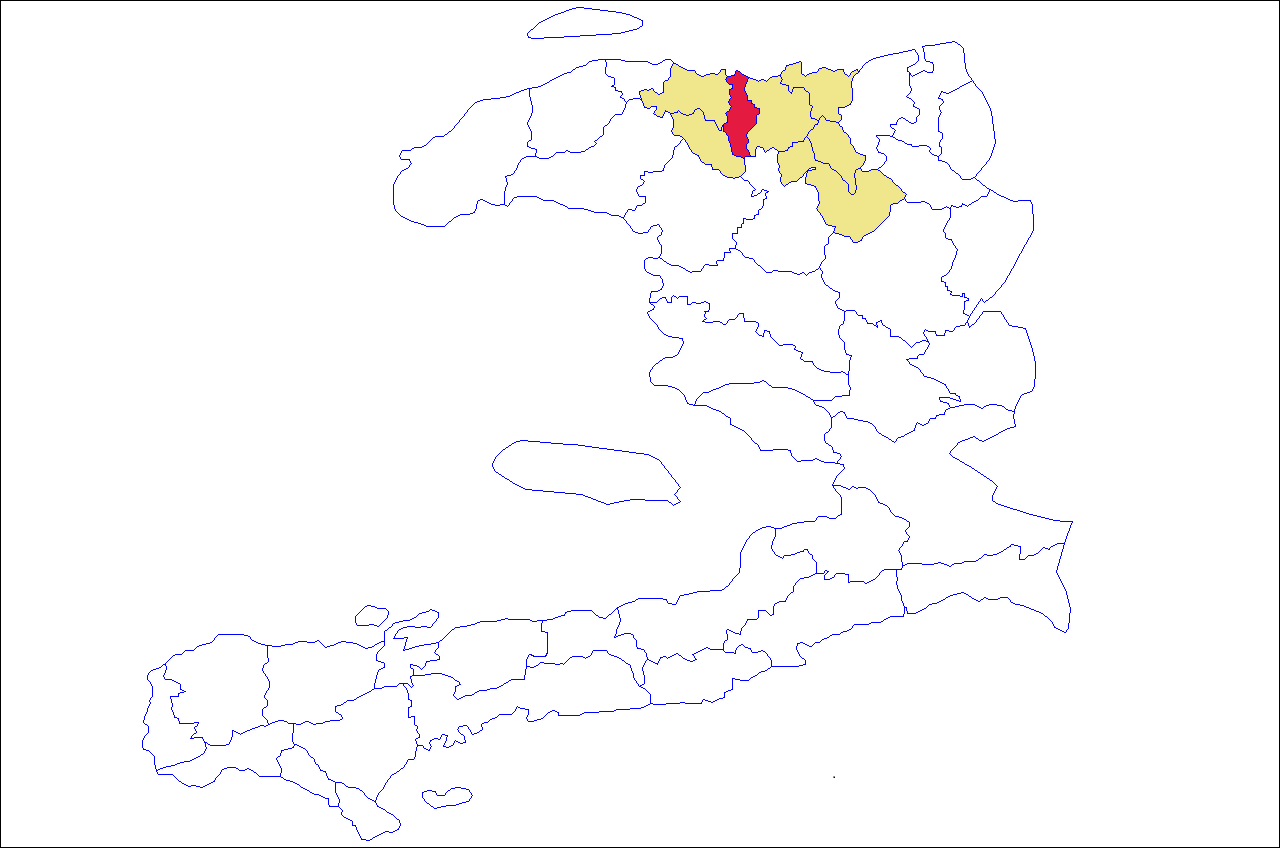
Lage des Arrondissements Limbé in Haiti und im Département Nord (Haiti)

Das Arrondissement Limbé (haitianisch-kreolisch: Lenbe) ist eine der sieben Verwaltungseinheiten des Départements Nord, Haiti. Hauptort ist die Stadt Limbé.

## Lage und Beschreibung
Das Arrondissement liegt westlich im Zentrum des Départements Nord. Es grenzt im Norden an den Atlantischen Ozean. Benachbart sind im Osten das Arrondissement Cap-Haitien, im Süden die Arrondissements Marmelade und Saint-Raphaël sowie im Westen das Arrondissement Acul-du-Nord.
In dem Arrondissement gibt es zwei Gemeinden:
- Limbé (rund 85.000 Einwohner) und
- Bas-Limbé (rund 21.000 Einwohner).

Das Arrondissement hat rund 106.000 Einwohner (Stand: 2015).
Die Route Nationale 1 (RN-1; Cap-Haitien – Port-au-Prince) verläuft durch das Arrondissement.
In der Stadt Limbé findet sich das Guahaba Museum, in dem vor allem Funde aus den frühen spanischen Siedlungen auf der Insel Hispaniola, die um das Jahr 1503 nach der Landung von Christoph Columbus entstanden, ausgestellt sind.